# Arkeology
Arkeology är ett samlingsalbum av The Ark, släppt 2011.

## Låtlista
Alla låtar skrivna av Ola Salo om ej annat anges:
1. "Breaking Up With God" (ny låt) (text: Ola Salo, musik: Ola Salo/Peter Kvint)
2. "Let Your Body Decide"
3. "It Takes a Fool to Remain Sane"
4. "Echo Chamber"
5. "Joy Surrender"
6. "Calleth You, Cometh I" (singelversion) (text: Ola Salo, musik: Ola Salo/Peter Kvint)
7. "Father of a Son"
8. "Tell Me this Night is Over" (singelversion)
9. "Disease"
10. "One of Us is Gonna Die Young"
11. "Clamour for Glamour" (radioversion)
12. "Trust is Shareware" (albumversion)
13. "Deliver us from Free Will"
14. "Prayer for the Weekend"
15. "Absolutely No Decorum"
16. "The Worrying Kind"
17. "Little Dysfunk You"
18. "Superstar"
19. "Stay With Me" (New Arkeology Mix)[2]
20. "The Apocalypse is Over" (ny låt) (text: Ola Salo, musik: Ola Salo/Peter Kvint)

## Listplaceringar
| Lista (2011) | Topplacering |
| ------------ | ------------ |
| Sverige      | 3            |

### Fotnoter
1. ↑  ”Svensk mediedatabas”. http://smdb.kb.se/catalog/id/002705293. Läst 3 juni 2011.
2. ↑  http://rateyourmusic.com/release/comp/the_ark/arkeology/
3. ↑  Listplacering

Den här artikeln är helt eller delvis baserad på material från engelskspråkiga Wikipedia, Arkeology, tidigare version.